# Kawasaki (cidade)
Kawasaki (川崎市 -shi) é uma cidade japonesa localizada na província de Kanagawa. Localiza-se na ilha de Honshu. É a sétima maior cidade do Japão.
Em 2003 a cidade tinha uma população estimada em 1 290 426 habitantes e uma densidade populacional de 9 042,93 h/km². Tem uma área total de 142,70 km².
Recebeu o estatuto de cidade a 1 de Julho de 1924.

## Esportes

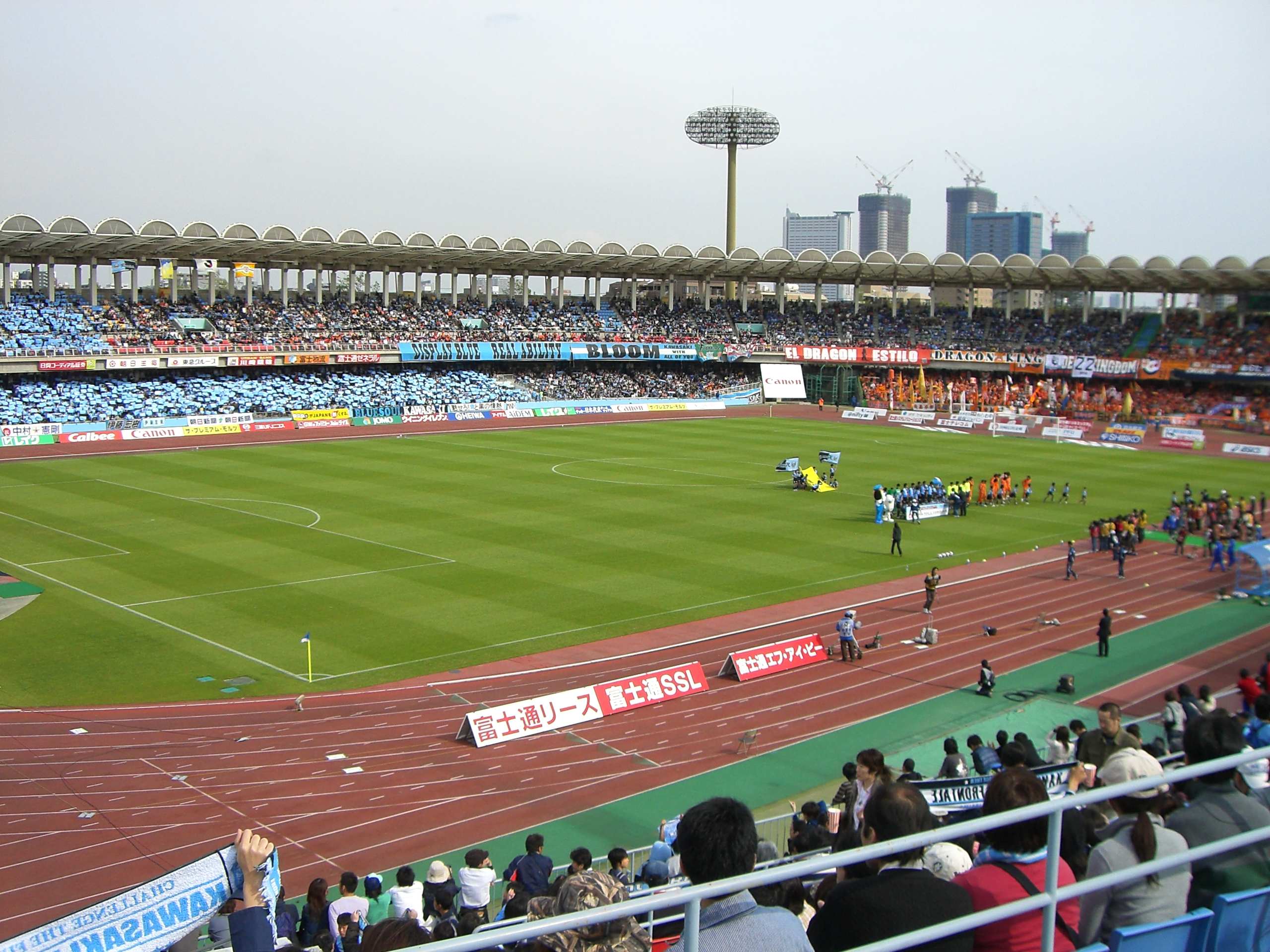
Estádio Todoroki Athletics, casa do Kawasaki Frontale.

A cidade é representada pelo time de futebol Kawasaki Frontale que disputa a J. League no Kawasaki Todoroki Stadium, durante as décadas de 1990 e 2000 o Tokyo Verdy mandava seus jogos na cidade como Verdy Kawasaki. No beisebol a cidade já teve dois clubes na NPB, o Taiyo Whales de 1955 a 1977 (atual Yokohama DeNA BayStars) e o Lotte Orions de 1978 a 1991 (atual Chiba Lotte Marines), ambos os times mandavam seus jogos no Kawasaki Stadium.

## Cidades-irmãs
- Nakashibetsu, Japão
- Fujimi, Japão
- Naha, Japão
- Rijeka, Croácia
- Baltimore, Estados Unidos
- Shenyang, China
- Wollongong, Austrália
- Sheffield, Reino Unido
- Salzburgo, Áustria
- Lübeck, Alemanha
- Bucheon, Coreia do Sul

### Portos irmãos
- Da Nang, Vietnã